# Animaniacs: The Great Edgar Hunt
Animaniacs: The Great Edgar Hunt je akční dobrodružná videohra, která vyšla v Severní Americe, Evropě a Austrálii v roce 2005. Je založena na kresleném seriálu Animáci od společnosti Warner Bros.; hlavním postavám poskytli hlas stejní herci. Jedná se o první projekt, který vznikl po animované komedii Wakko's Wish v roce 1999. Byla vydána na konzolích GameCube, PlayStation 2 a Xbox, přičemž poslední dvě verze byly vydány pouze v Evropě, zatímco verze pro GameCube byla vydána jak v Evropě, tak v Severní Americe. Severoamerická verze hry pro PlayStation 2 a Xbox byla inzerována, avšak zrušena.

## Děj
Filmový režisér C. C. Deville, frustrovaný z „přehlížení“, ukradne „Edgary“ (sošky, které jsou parodií na Oscary) a vyhrožuje, že je všechny roztaví, pokud mu ředitel studia Thaddeus Plotz nedá lukrativní smlouvu. Při uskutečňování svého ďábelského plánu jeho přitroublý asistent omylem narazí s únikovou vzducholodí do vodárenské věže společnosti Warner Bros. Tím se 44 ze 45 ukradených Edgarů rozptýlí po celém pozemku studia a osvobodí Yakka, Wakka a Dádu (Dot), kteří souhlasí, že budou pátrat po chybějících cenách. Mnoho různých typů úrovní zahrnuje: Starý západ, Strašidelný film, Tenkrát na Západě, Doly krále O'Sullivana a Epopej. Závěrečná úroveň se odehrává na obloze při pronásledování a sestřelování Devilleovy vzducholodi. Nakonec hlídač Ralph T. a Plotz zajmou Devilla a Warnery, protože se mylně domnívají, že jsou součástí Devilleova plánu. Když udílení Edgarů konečně pokračuje, sourozenci Warnerovi otravují Devilla. Ten se s nimi omylem ocitl ve vodárenské věži, kterou Rudla a Koumák přestavěli pro jeden ze svých posledních plánů na ovládnutí světa.

## Přijetí
| Agregátor  | Skóre                    |
| ---------- | ------------------------ |
| Metacritic | GCN: 65/100 Xbox: 58/100 |

| Udělil   | Skóre       |
| -------- | ----------- |
| GameSpot | GCN: 7,1/10 |
| X-Play   | GCN: 3/5    |

Po vydání hra získala smíšené až pozitivní hodnocení. Server GameSpot jí udělil 7,1 bodů z 10 a uvedl: „The Great Edgar Hunt je sama o sobě dobrá, i když nepříliš originální plošinovka, která nabízí vtipně napsané scénáře a zajímavé prostředí k prozkoumání.“ Podle serveru GamingNexus je hra „doporučována věrným fanouškům seriálu. Nepřináší nic nového, ale nabízí podstatné dobrodružství, jehož dokončení by mělo zabrat alespoň šest hodin. Kvalita je na licencovaný titul neobvyklá a kouzlo seriálu je z větší části zachováno. Fanouškům adventur doporučuji něco masitějšího, jako je Zelda; Edgar Hunt bude pro hardcore publikum jen letmou zábavou.“